# Objektumorientált adatmodell
Az objektumorientált adatmodell az objektumorientált programozás módszertanának egy része. 
Olyan adatbázis, amely intelligens elemekből épül fel. Az intelligencia itt azt jelenti, hogy az egyes adatbáziselemek (objektumok) „tudják”, hogy kik ők, mire használhatók, s miként kapcsolódnak a többi adatbáziselemhez. Az objektumorientált adatbázisok az objektumorientált programozási nyelvek térhódításával terjedtek el. Hatékonyságukban jelenleg még alulmaradnak a relációs adatbázisokkal szemben.

## Fő jellemzői
- becsomagolás (angolul encapsulation): az objektum adatok és műveletek összessége
- adat absztrakció (angolul data abstraction): adatokat absztrakt módon lehet ábrázolni
- öröklődés (angolul inheritance): az alacsonyabb szinteken lévő objektumokból (szülő) levezetett magasabb szintű objektumok (gyerek) öröklik a szülők tulajdonságait.
- többalakúság (angolul polymorphism): ugyanazt az utasítást az egyes objektumok saját előírásaiknak megfelelően értelmezik.